# Virak (ort i Montenegro)
Virak är en ort i Montenegro. Den ligger i den centrala delen av landet. Virak ligger 1 505 meter över havet och antalet invånare är 204.
Terrängen runt Virak är kuperad, och sluttar österut. Vid orten finns linbanor till berget Savin Kuk som ligger 2 305 meter över havet. Närmaste större samhälle är Žabljak, 4,1 km norr om Virak. Trakten runt Virak består till största delen av jordbruksmark.